# Наланда (округ)
Нала́нда (хинди नालंदा जिला; англ. Nalanda) — округ в центральной части индийского штата Бихар. Административный центр — город Бихаршариф. Площадь округа — 2367 км². По данным всеиндийской переписи 2001 года население округа составляло 2 370 528 человек. Уровень грамотности взрослого населения составлял 53,19 %, что немного ниже среднеиндийского уровня (59,5 %).